# پروتئومیکس
پروتئومیکس (Proteomics) دانش بررسی ساختار و عملکرد پروتئین‌ها در مقیاس بزرگ است. این واژه را به قیاس ژنومیک (به معنی دانش بررسی ژن‌ها) ساخته‌اند.

## پروتئومیکس
پروتئومیکس علم مطالعه گسترده پروتئوم (Proteome) شامل مطالعه بیان، تغییرات پس از ترجمه و مطالعه برهمکنش پروتئین‌ها با دیگر ملکول‌ها است [۱]. پروتئومیکس یک شاخه نو پا در ژنومیکس کاربردی است که هم‌زمان با پایان پروژه توالی‌یابی ژنوم برخی جانداران مهم و برای پاسخگویی به سوالات پیش‌آمده در اثر توالی‌یابی ژنوم مانند «وظیفه پروتئین‌های بیان شده چیست؟» به وجود آمده‌است [۲].

آنالیز جامع پروتئین‌ها با هدف بررسی تنوع ژنتیکی، مطالعه تفاوت‌ها و مطالعه پاسخ به تنش‌ها موضوع اصلی علم بین رشته‌ای پروتئومیکس است [۳]. پروتئومیکس با بهره‌گیری از علوم شیمی پروتئین‌ها، بیوانفورماتیک و زیست‌شناسی به شناسایی، کمیت‌سنجی، مطالعه تغییرات پس از ترجمه و برهمکنش‌های پروتئین‌ها می‌پردازد. هدف پروتئومیکس شناسایی پروتئین‌های جدید بر اساس نقش، وظیفه و مطالعه نحوه بیان آن‌ها در سیستم‌های تنظیمی است. امروزه قسمت عمده فعالیت‌های پروتئومیکس تفکیک پروتئین‌های بافت‌ها توسط الکتروفورز دوبعدی و شناسایی متعاقب آن‌ها توسط طیف‌سنجی جرمی (spectrophotometry) است [۴، ۵، ۶، ۷ و ۸].

## مقدمه
با تکمیل پروژه ژنوم انسان مشخص شد که مکانیسم مولکولی رفتار سلول‌ها در شرایط مختلف را نمی‌توان از روی توالی ژن‌های آن‌ها پیشگویی کرد. رفتار سلولی و تمام فعالیت‌هایی که در سلول انجام می‌شود بر عهده پروتئین‌ها است. در واقع برای ارتباط ژنوم با رفتار سلول‌ها باید پروتئین‌های سلول‌ها را شناخت. به کلیه پروتئین‌هایی که در یک سلول در یک زمان مشخص بیان می‌شود، پروتئوم آن سلول گفته می‌شود و این پروتئوم است که فاصله بین ژنوم و مکانیسم مولکولی رفتار سلولی را پر می‌کند.
برخلاف ژنوم، برای هر اورگانیسم نمی‌توان یک پروتئوم واحد تعریف کرد. پروتئوم سلول‌های مختلف با یکدیگر متفاوت‌اند؛ یعنی سلول‌ها علاوه بر پروتئین‌های ضروری که در همه انواع سلول‌ها بیان می‌شوند، دارای یکسری پروتئین‌های اختصاصی نیز هستند. از این رو بهتر است پروتئوم را برای هریک از انواع سلول‌ها تعریف نمود. با این حال پروتئوم یک نوع سلول نیز همیشه ثابت نیست. سلول در برابر شرایط مختلف محیطی و پیامهایی که از سلول‌های اطراف دریافت می‌کند، پروتئین‌های مختلفی را بیان می‌کند. بعبارت دیگر هر سلول تحت شرایط مختلف پروتئوم‌های متفاوتی دارد.
بنابر این برای شناسایی مکانیسم‌های مولکولی رفتار سلولی و واکنش‌های زیستی، لازم است پروتئینهایی که در یک سلول بیان می‌شود، تغییرات آن‌ها در شرایط مختلف، عملکرد آن‌ها و همچنین برهمکنش‌های بین پروتئین‌های مختلف در یک سلول، بررسی شود. به مجموعه این بررسی‌ها پروتئومیکس گفته می‌شود.

## نقشه‌برداری پروتئوم
مطالعه پروتئوم به سادگی مطالعه ژنوم نیست؛ زیرا پروتئین‌ها را نمی‌توان (همانند DNA) به روشی مشابه PCR، تکثیر کرد. همچنین توالی‌های پلی پپتیدی نمی‌توانند به توالی‌های اسید آمینه ای مکمل خود متصل شوند؛ بنابراین برای مطالعه پروتئوم باید از ابزار و روش‌های ویژه‌ای استفاده کرد. در پروتئومیکس نه تنها کلیه پروتئینهایی که در یک سلول دریک شرایط مشخص بیان می‌شوند، مورد بررسی قرار می‌گیرند، بلکه عملکرد و رفتار پروتئینها، برهمکنش‌های بین پروتئین‌های مختلف، تغییراتی که پس از ترجمه بر روی پروتئین‌ها ایجاد می‌شود و نیمه عمر آن‌ها در سلول نیز مورد بررسی قرار می‌گیرد. در واقع پروتئومیکس از سه بخش تشکیل شده‌است.
1. پروتئومیکس مقایسه ای: مشخص کردن کلیه پروتئینهایی که در سلول تحت یک شرایط معین (مانند، حالت استراحت، رشد، تمایز، بیماری، تأثیر دارو و…) بیان می‌شوند. به این ترتیب می‌توان پروتئینهایی که در شرایط مختلف بیان می‌شوند یا میزان بیان آن‌ها تغییر می‌کند را شناسایی کرد و در صورت نیاز با روش‌های مختلف ایمونولوژیکی یا طیف‌سنجی جرمی آن‌ها را شناسایی کرد. شناسایی این پروتئین‌ها در تشخیص بیماری و بررسی روند پیشرفت یا بهبودی آن‌ها و همچنین شناسایی داروهای جدید، مفید می‌باشد.
2. پروتئومیکس کاربردی: پروتئین‌ها در سلول به صورت منفرد عمل نمی‌کنند واغلب تأثیر خود را با همکاری ترکیبات پروتئینی و غیر پروتئینی دیگر اعمال می‌کنند. نمونه بارز برهمکنش‌های پروتئینی، در مسیرهای انقال پیام و مسیرهای بیوسنتزی مشاهده می‌شود. با شناسایی این برهمکنشها، به‌طور کارآمدتری می‌توان عملکرد و رفتار پروتئین‌ها را مشخص کرد.
3. پروتئومیکس ساختاری: به بررسی و مطالعه ساختار سوم پروتئین‌ها می‌پردازد.

## کاربردها
پروتئومیکس کاربردهای گسترده‌ای در زمینه‌های مختلف دارد. برخی از این کاربردها عبارتند از:
- پروتئومیکس را می‌توان در کشف نشانگرهای زیستی جهت شناسایی نشانگرهای پروتئینی برای تشخیص و پیش‌بینی روند بیماری‌های مختلف استفاده کرد.
- پروتئومیکس همچنین می‌تواند جهت شناسایی اهداف دارویی بالقوه و توسعه درمان‌های موثرتر با مطالعه برهم‌کنش پروتئین-پروتئین در سلول‌های بیمار مورد استفاده قرار گیرد.
- پروتئومیکس در کشاورزی برای مطالعه برهم‌کنش‌های گیاه و عامل بیماری‌زا و توسعه محصولاتی که در برابر تنش‌های محیطی مقاوم‌تر هستند، استفاده می‌شود.
- پروتئومیکس همچنین در زمینه علوم غذایی برای بهبود ارزش غذایی و ایمنی غذاها و شناسایی آلرژن‌ها (Allergen) استفاده می‌شود.
- پروتئومیکس می‌تواند برای شناسایی پروتئین‌هایی استفاده شود که با سمیت دارویی مرتبط هستند و در نتیجه می‌تواند منجر به تولید داروهای ایمن‌تر شود.
- پروتئومیکس همچنین به توسعه پزشکی شخصی (Personalized medicine) کمک می‌کند، یعنی جایی که پروتئوم تک تک بیماران را می‌توان آنالیز کرد تا درمان‌ها را بر اساس ساختار ژنتیکی خاص آن‌ها انجام داد.